# 吴俊清
吴俊清（1965年6月—），男性，汉族，山西宁武人，1985年1月加入中国共产党，1987年7月参加工作。研究生学历，拥有工学博士学位，教授职称。中华人民共和国政治人物、学者。

## 人物经历
吴俊清早年在太原机械学院（今中北大学）机械设计专业就读，在校期间加入中国共产党，毕业后长期留校任职，官至中北大学副校长，并在任内就读母校中北大学的测试计量技术及仪器专业研究生，并最终获得博士学位。2008年，转任中共太原工业学院党委副书记、院长。2012年，转任山西省教育厅党组成员、中共山西省高校工作委员会副书记。
2013年5月，转任中共太原理工大学党委书记，2017年，出任山西省教育厅厅长兼中共山西省高校工作委员会书记。
2021年3月，吴俊清来到晋中市，出任该市党委书记兼解放军晋中军分区党委第一书记。2023年1月，当选为山西省人大常委会副主任。
吴俊清也是中共山西省委第十一、十二届委员会委员及中共二十大代表。